# Cimancak
Cimancak is een bestuurslaag in het regentschap Lebak van de provincie Banten, Indonesië. Cimancak telt 3604 inwoners (volkstelling 2010).